# Josephine Henning
Josephine Henning (Trier, 8 de setembre de 1989) és una jugadora de futbol, que juga com a defensa. És internacional des de 2010 amb Alemanya, amb la qual ha guanyat l'Eurocopa (2013) i els Jocs Olímpics de Rio'16 i ha arribat a les semifinals del Mundial (2015). Ha guanyat tres Lligues de Campions amb el Turbine Potsdam i el Wolfsburg, a més de 4 Lligues i una Copa d'Alemanya, i una Copa d'Anglaterra amb el Arsenal. També ha arribat a la final de la Lliga de Campions amb el PSG.

## Trajectòria
| Temporades    | Lliga             | Club                | P  | G | Actualitzat |
| ------------- | ----------------- | ------------------- | -- | - | ----------- |
| 05/06 - 08/09 | D1/D2             | 1.FC Saarbrücken    | 50 | 0 |             |
| 09/10 - 10/11 | D1                | Turbine Potsdam     | 17 | 0 |             |
| 11/12 - 13/14 | D1                | VfL Wolfsburg       | 48 | 0 |             |
| 14/15 - 15/16 | D1                | Paris Saint-Germain | 15 | 0 |             |
| 2016 - act.   | D1                | Arsenal FC          | 10 | 0 | 19/11/2016  |
|               |                   |                     |    |   |             |
| 2007 - 2011   | Selecció sub-19   | Selecció sub-19     | 19 | 0 |             |
| 2010 - act.   | Selecció absoluta | Selecció absoluta   | 35 | 0 | 25/10/2016  |

## Palmarès
| Títols — Seleccions nacionals            |
| 1 Jocs Olímpics                          |
| 1 Eurocopa                               |
| 2 Copes d'Algarve                        |
| Títols — Clubs                           |
| 3 Lligues de Campions                    |
| 4 Lligues                                |
| 1 Copa                                   |
| 1 Copa                                   |
| Reconeixements — Premis                  |
|                                          |
| Reconeixements — Seleccions de jugadores |
|                                          |